# Union nationale des associations de déportés, internés et familles de disparus
L’Union nationale des associations de déportés, internés et familles de disparus (U.N.A.D.I.F.) est un groupement d'associations, fondé le 3 juin 1950. La Résistance, issue de l'appel du 18 Juin du général de Gaulle, fonde l'unité de ce mouvement.

## Histoire
À l'origine de l'U.N.A.D.I.F. se trouve la Fédération nationale des déportés et internés résistants et patriotes (F.N.D.I.R.P.), proche du Parti communiste français (PCF), fondée en octobre 1945 par le colonel Henri Manhès (déporté à Buchenwald et compagnon de route du PCF) et Marcel Paul, ministre communiste du général de Gaulle, déporté à Auschwitz et Buchenwald, membre du PCF. Toutefois, si à sa création la F.N.D.I.R.P. est proche du Parti communiste, beaucoup de ses membres sont issus de milieux non communistes, comme le Révérend Père Michel Riquet, vice-président de la F.N.D.I.R.P.
À partir de la fin 1949, la F.N.D.I.R.P. connaît une crise interne, marquée par le départ de nombre de ses membres. Ces derniers protestent contre le militantisme communiste et prosoviétique de sa direction. Ils dénoncent également l'attitude de la F.N.D.I.R.P. dans « « l'affaire David Rousset » (la F.N.D.I.R.P. ayant participé à la campagne contre David Rousset). C'est ainsi que les membres démissionnaires de la F.N.D.I.R.P. participent en juin 1950 à la fondation de l'Union Nationale des Associations de Déportés, Internés et Familles de disparus (U.N.A.D.I.F.).
L'U.N.A.D.I.F. fut créée sous l’impulsion du Révérend Père Michel Riquet. L'U.N.A.D.I.F. regroupe d'anciens déportés de toutes les catégories, c’est-à-dire les résistants (statut militaire), les politiques, les otages (statut de victimes civiles de guerre), ainsi que les familles de disparus et les membres associés.
Par la suite, l'U.N.A.D.I.F. se rapprochera de la Fédération nationale des déportés et internés de la Résistance (F.N.D.I.R.).
Créée en 1945, la Fédération nationale des déportés et internés de la Résistance (F.N.D.I.R.) est issue de la clandestinité. Des prisonniers français du camp de Buchenwald décidèrent de rester solidaires après leur libération et de garder le souvenir de ceux qui ne reviendraient pas. Leur organisation ne rassemble que des déportés résistants, contrairement à la FNDIRP.
Eugène Thomas, député socialiste, futur ministre, Léon Mazeaud, professeur de droit, gaulliste, Albert Forcinal, député radical, le Professeur Balachowski, Abel Farnoux furent à l'origine de la mise en œuvre de la création de cette association. Le dépôt de ses statuts eut lieu le 21 janvier 1946, mais le premier bulletin était paru le 15 décembre 1945. La F.N.D.I.R. est constituée de déportés titulaires de la carte de déportés résistants, donc bénéficiaires du statut militaire, ainsi que des familles de disparus.
La F.N.D.I.R. et l'U.N.A.D.I.F. sont membres de la Fondation de la Résistance (F.R.), de la Fondation pour la mémoire de la déportation (F.M.D.) ainsi que du Comité d'action de la Résistance (C.A.R.), qui rassemble d'anciens résistants non-communistes.
Par décret officiel du 7 mai 2019, paru au JORF du 10 mai 2019 (annonce no 108), les deux associations nationales F.N.D.I.R. et U.N.A.D.I.F. ont fusionné pour n'en former qu'une seule et unique, qui conserve le nom de UNADIF-FNDIR et dont la nouvelle dénomination est : Union Nationale des Associations de Déportés et Internés de la Résistance et Familles.